# Сала-Баганца
Сала-Баганца, Сала-Баґанца (італ. Sala Baganza) — муніципалітет в Італії, у регіоні Емілія-Романья,  провінція Парма.
Сала-Баганца розташована на відстані близько 370 км на північний захід від Рима, 95 км на захід від Болоньї, 13 км на південний захід від Парми.
Населення — 5558 осіб (2014).
Покровитель — SS. Stefano e Lorenzo.

## Демографія
Населення за роками:

Станом на 1 січня 2023 року в муніципалітеті офіційно проживало 845 іноземців з 50 країн, серед них 151 громадянин країн Євросоюзу та 16 громадян України.

## Сусідні муніципалітети
- Калестано
- Коллеккьо
- Феліно
- Форново-ді-Таро
- Парма
- Теренцо